# بيت مجمل (النادرة)

تعديل مصدري - تعديل

بيت مجمل [[قرية (تقسيم إداري)|] تابعة لعزلة العارضة بمديرية النادرة إحدى مديريات محافظة إب في الجمهورية اليمنية، بلغ تعداد سكانها 50 حسب تعداد اليمن لعام 2004.